# 인터넷 명예의 전당

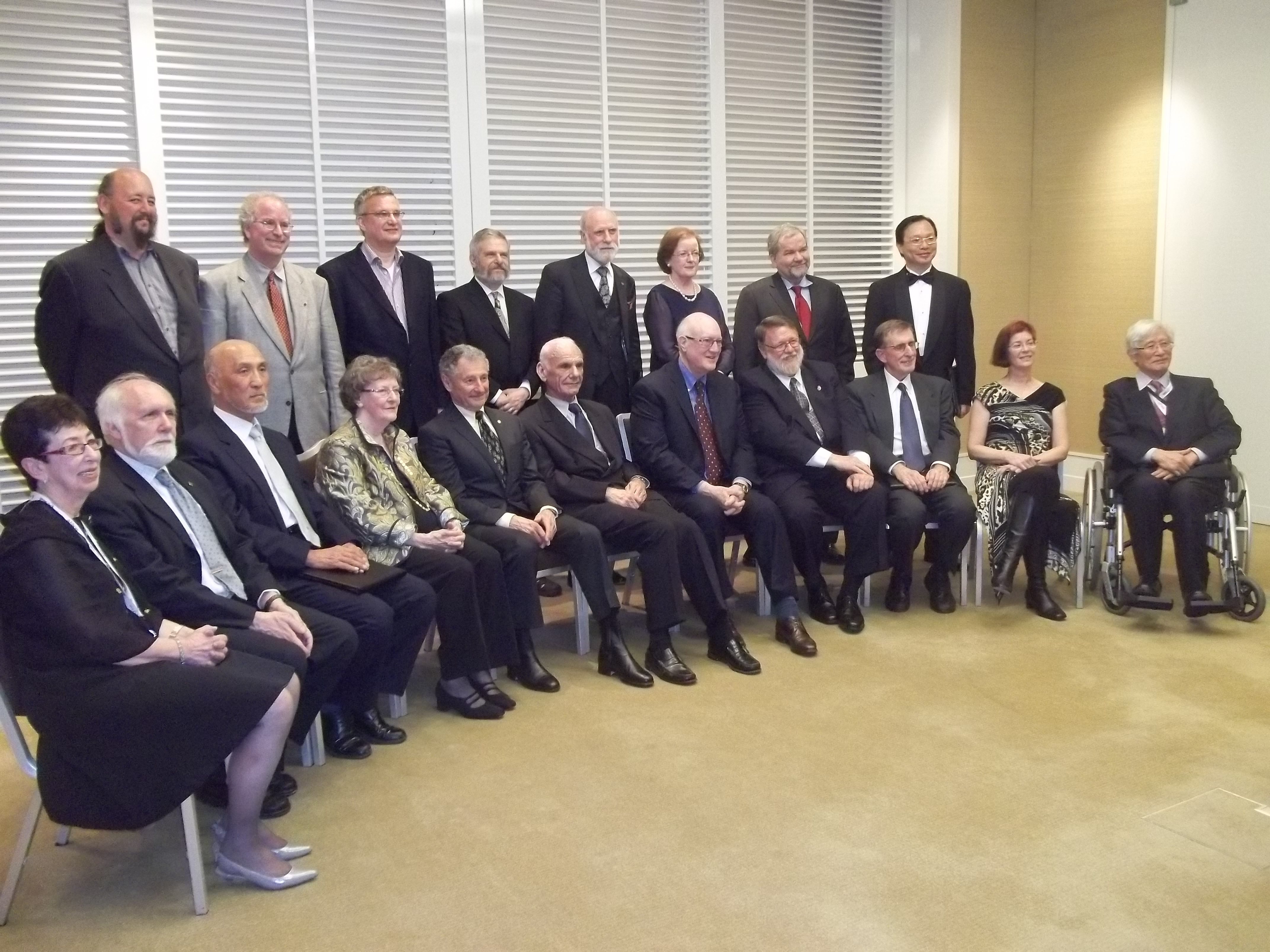
수상 첫 해 수상자들 (2012년)

인터넷 명예의 전당 (Internet Hall of Fame) 은 인터넷 협회에서 주최하는 명예공로상으로 인터넷의 개발, 발전에 중요한 기여를 한 사람에게 주어지는 상이다. 2012년에 시작되었으며 첫 해 수상자로는 빈트 서프, 팀 버너스리, 리처드 스톨먼, 리누스 토르발스 등이 있다.

## 같이 보기
- 인터넷 유명인